# Jigsaw (film 1949)
Jigsaw è un film del 1949 diretto da Fletcher Markle. Henry Fonda, Marlene Dietrich e altri grandi nomi appaiono come comparse non accreditate.

## Trama
Quando il proprietario di una tipografia viene trovato morto pensano tutti, polizia compresa, a un suicidio, ma il giovane assistente Malloy sospetta che dietro vi sia un gruppo politico estremista chiamato "I crociati" e quando un giornalista che li aveva attaccati muore a sua volta il suo sospetto diventa certezza. Indagando si imbatterà in due figure, un boss invischiato nella politica locale e una cantante di night.